# Dramatická tvorba Ludviga Holberga
Ludvig Holberg nebyl pouze významným dramatikem. Jeho práce zahrnuje mnoho žánrů i témat (např. epos Peder Paars či několikasvazkové dějiny Dánska). Nejznámější částí Holbergovy tvorby (v českém prostoru) zůstávají však jeho divadelní hry. Většinu těchto her napsal mezi lety 1722-1726. Dohromady je Ludvig Holberg autorem více než 30 dramat.
Roku 1722 vzniklo v Dánsku první dánské divadlo pro veřejnost Divadlo v Lille Grønnegade (Dánská scéna). Ludvig Holberg byl vyzván, aby pro toto divadlo tvořil dánské drama. Divadlo v Lille Grønnegade se během své existence potýkalo s finančními potížemi a roku 1728 zkrachovalo. O dva roky později nastoupil na trůn král Kristián VI., který během své vlády divadlo zakázal. K opětovnému otevření divadel došlo až za vlády jeho nástupce Frederika V.

## Dramatická tvorba
I když se o Holbergovi obvykle mluví jako o autorovi komedií, nelze opomenout jeho veršovanou tragikomedii Melampe a nedokončenou tragédii Artaxerxes. Komedie lze rozčlenit do tří skupin tzv. komedie charakterové, situační a literární. Do poslední skupiny spadají i jeho frašky, parodie a jiná literární přepracování. Nejčastěji se v Holbergově tvorbě objevuje komedie charakterová, mezi které jsou řazeny i jeho nejlepší hry, tj. Jeppe z Vršku a Konvář politik. 
Dramatickou tvorbu tohoto autora ovlivnila řada faktorů. Holberg je původem Nor, i když většinu života strávil v Dánsku. Norské motivy a postavy prostupují celou dramatikovou tvorbou, avšak nejvíce jsou patrné v dramatu Konvář politik. Za další významné vlivy můžeme považovat politické uvolnění po severské válce či vzrůstající hospodářský vliv měšťanstva. Pro Holberga byly také cenným zdrojem inspirací jeho cesty po Evropě a lidé, se kterými se během nich setkal.
Holberg psal o lidech, kteří mu byli blízcí. Měšťanské hry proto tvoří největší část jeho dramatického díla. Autor se v nich vyrovnává s nejaktuálnějšími problémy, které byly středem zájmu tehdejší dánské společnosti. Právě v těchto hrách se ve velké míře uplatňuje satira a kritika. 
Výrazný kontrast k měšťanstvu tvoří v Holbergově díle sedláci. Charakterově se od sebe různé sedlácké postavy odlišují. Sedláci z Melampe ostře kritizují panstvo, oproti nim stojí Jeppe, který se své bojovné myšlenky neodvažuje veřejně vyslovit. 
Jako negativní postavy si Holberg velmi často volí vojáky či duchovní (může jít i o kostelníka). Avšak tyto postavy vždy hrají vedlejší roli. 
Holberg tvořil v epoše francouzského klasicismu, pro kterou je typické dodržování tří jednot (místa, času a děje). Zatímco s jednotou děje se autor plně ztotožnil, u dalších dvou neváhal stanovená pravidla porušit v případě, kdy by jejich dodržení ovlivnilo reálnost a pravdivost hry. Holbergova touha po reálnosti v dramatu se projevila také na jeho formě. Svá dramata psal v próze, kterou pokládal za přirozený styl s ohledem na lidskou mluvu. Výjimkou je tragikomedie Melampe obsahující dlouhé veršované pasáže. Drobné veršované vložky vložil Holberg i do jiných dramat.
Co se uměleckých vlivů týče, velký vliv měly na Holberga Molièrovy komedie. Holbergovy texty jsou však přesněji lokalizovány. Holberg psal o dánských lidech, které velmi dobře znal. Velkým rozdílem mezi těmito autory je také fakt, že Molière tvořil pro katolické publikum, zatímco Holberg pro protestantské. Celkově sloužila francouzská literatura Holbergovi jako inspirace po formální a technické stránce. Základem byla molièrovská kompoziční metoda, avšak Holbergovi vadila její šablonovitost, kterou ve svých hrách neuplatnil. Druhým výrazným vlivem byla antická literatura, převážně Plautovy komedie. Čerpal i z italské comedie dell`arte. Vliv tohoto žánru lze pozorovat na pojetí postav. U mnohých z nich je patrné, že i přes jejich plastičnost jsou přikloněny k určité výrazné charakterové vlastnosti. Nejvíce je to patrné na dramatech Neviditelní a Ithacký Ulysses.

## Holbergův novátorský přístup
Holbergův novátorský přínos v souvislosti s komediemi lze spatřovat odhalování aktuálních změn v lidské morálce, životním stylu či hospodářsko-politických změn. Holbergova originalita netkvěla v motivu, ale právě v jeho pohledu na životní skutečnost, v dobové názorové subjektivitě.
Holbergovo novátorství spočívalo také v zavržení pedantických pravidel své doby. Ústředními postavami jeho komedií se stali běžní občané.  Pro Holbergovu tvorbu je také typické zveličování situací, i když stále v únosné míře. I přes zveličení musel divák věřit v její pravdivost. Avšak nejdůležitější pro něj při psaní komedií bylo, aby byly publiku srozumitelné a hlavně, aby vzbuzovaly smích.
Svou tvorbou pozvedl Holberg do té doby provinční dánskou literaturu na evropskou úroveň. Jeho komedie pak položily základ dánskému dramatu.